# Penicillium aurantiogriseum
Penicillium aurantiogriseum är en svampart som beskrevs av Dierckx 1901. Penicillium aurantiogriseum ingår i släktet Penicillium och familjen Trichocomaceae.

## Underarter
Arten delas in i följande underarter:
- viridicatum
- album